# Грант, Хазити
Хазити Грант (нидерл. Chasity Grant; род. 19 апреля 2001, Нидерланды) — нидерландская футболистка суринамского происхождения, играющая на позиции крайний полузащитника за английскую «Астон Виллу» и сборную Нидерландов.

## Клубная карьера
Грант, прежде чем присоединиться к «Ден Хааг», играла в молодёжной футбольной лиге за «Спаланд» и «Звалувен». Дебютировала в лиге в матче против «Аякса» 22 сентября 2017 года. Забила свой первый гол в лиге в матче против «Херенвена» 13 октября 2017 года, отличившись на 90-й минуте.
27 мая 2020 года было объявлено о подписании контракта Хазити Грант с «Аяксом». За эту команду дебютировала в чемпионате в матче против «Твенте» 6 сентября 2020 года. За «Аякс» забила свой первый гол в матче против «ПЕК Зволле» 30 октября 2020 года, отличившись на 32-й минуте. 22 июня 2023 года было объявлено, что Грант подписала новый двухлетний контракт. В женской Лиге чемпионов УЕФА дебютировала в ноябре 2023 года. Была признана лучшим игроком матча в финале женского Кубка Нидерландов 2024 года.
8 августа 2024 года Грант присоединилась к клубу Женской Суперлиги «Астон Вилла», подписав трёхлетний контракт.

## Карьера в сборной
Грант дебютировала в основной сборной Нидерландов 19 февраля 2022 года в матче против Финляндии, который завершился со счётом 3:0.
В мае 2024 года Грант была вызвана на отборочные матчи чемпионата Европы.
В июне 2025 года включена в состав сборной для участия в чемпионате Европы.

## Достижения

### Клубные
Аякс
- Чемпион Нидерландов 2022/2023 годов;
- Обладатель Кубка Нидерландов 2021/2022, 2023/2024 годов.